# Zastava M88
La Zastava M88 es una pistola semiautomática producida por Zastava Arms, Serbia.

## Características
Basada en las especificaciones de diseño, esta pistola es una versión mejorada respecto a las anteriores pistolas basadas en la Tokarev TT-33 M57 Y M70A, con la diferencia principal de que dispara el cartucho 9 x 19 Parabellum para propósitos de exportación.
Una variante de la pistola, llamada M88A, cuenta con un seguro externo en la corredera, y un seguro interno que bloquea el percutor.

## Uso
La M88 fue empleada de forma limitada por la Policía y las Fuerzas Armadas de Yugoslavia, pero fue remplazada por la Zastava CZ 99 de mayor capacidad, mientras que algunas M88 son usadas como pistola de entrenamiento en Serbia. Desde entonces ha estado disponible para su venta en el mercado civil.